# Samuel Peron
Samuel Peron (Marostica, 21 aprile 1982) è un ballerino e personaggio televisivo italiano.

## Biografia
Comincia a danzare all'età di quattro anni. La sua formazione artistica spazia dal ballo liscio allo standard, dal latino-americano al funky, dalla danza contemporanea a quella moderna. Diplomato all'Istituto d'arte come designer, si iscrive al corso di laurea in Scienze motorie presso l'Università degli Studi di Padova; conseguirà la laurea nel 2015 presso l'Università telematica San Raffaele.
Nel 1991 ha partecipato allo show Sabato al circo nel corpo di ballo di Cristina D'Avena e nel 1992 ha partecipato allo show Bravo Bravissimo condotto da Mike Bongiorno. Nel 2001 si classifica terzo nel campionato italiano amatori A1 danze latino americane.
Dalla seconda edizione del 2005, ha partecipato ininterrottamente al programma Ballando con le stelle, in onda su Rai 1, vincendo la quarta edizione in coppia con l'attrice Maria Elena Vandone. Nella stagione 2005-2006 ha interpretato il ruolo di Cesàr nel musical La febbre del sabato sera diretto da Massimo Romeo Piparo, già produttore di Ballando con le stelle. Con la collega Natalia Titova è protagonista dello spettacolo teatrale Tango d'amore... e nel 2012 ha ripreso il tour di Tutto questo Danzando insieme ai ballerini di Ballando con le stelle con il cantante e attore Mikee Introna.
Nel 2013 è comparso nell'episodio Senza scrupoli della serie televisiva Un caso di coscienza 5 in onda su Rai 1 per la regia di Luigi Perelli. Nel 2014 ha debuttato come scrittore con Racconti senza tempo, una raccolta di racconti.
È direttore e fondatore della "Samuel Peron Academy" a Venetico nella Città metropolitana di Messina in Sicilia.
Dalla stagione televisiva 2020-2021 partecipa al programma Buongiorno benessere come inviato sportivo. Dal 2021 al 2023 ha partecipato come ospite ricorrente al programma Oggi è un altro giorno. Nell'estate dello stesso anno ha preso parte come inviato ai programmi di Rai 1 Weekly e Camper.
Nel 2023 ha partecipato alla quarta edizione de Il cantante mascherato, nei panni di Cavaliere Veneziano uscendone vincitore. Dall'8 aprile al 5 giugno 2024 ha partecipato come concorrente alla diciottesima edizione del reality show L'isola dei famosi, in onda su Canale 5 con la conduzione di Vladimir Luxuria, dove si è classificato al secondo posto con il 31% delle preferenze, dopo il vincitore Aras Şenol con il 69%.

## Vita privata
Dal 2013 è legato sentimentalmente all'attrice e modella Tania Bambaci, finalista di Miss Italia 2010, da cui il 21 ottobre 2022 ha avuto un figlio di nome Leonardo.

## Programmi televisivi
- Sabato al circo (Canale 5, 1991-1992) - ballerino
- Bravo bravissimo (Canale 5, 1992) - concorrente
- Ballando con le stelle (Rai 1, 2005-2024) - insegnante
- Ballando con te (Rai 1, 2012) - insegnante
- Buongiorno benessere (Rai 1, 2020-2022) - inviato
- Oggi è un altro giorno (Rai 1, 2021-2023) - ospite ricorrente
- Camper (Rai 1, 2022) - inviato
- Weekly (Rai 1, 2022) - inviato
- Il cantante mascherato 4 (Rai 1, 2023) - concorrente, vincitore
- L'isola dei famosi 18 (Canale 5, 2024) - concorrente

### Esperienze aBallando con le stelle
| Anno | Edizione | Partner             | Professione              | Esito                                                                     | Note    |
| ---- | -------- | ------------------- | ------------------------ | ------------------------------------------------------------------------- | ------- |
| 2005 | 2ª       | Loredana Cannata    | Attrice                  | 2º posto                                                                  |         |
| 2006 | 3ª       | Chiara Boni         | Stilista                 | 12º posto                                                                 |         |
| 2007 | 4ª       | Maria Elena Vandone | Attrice                  | 1º posto                                                                  |         |
| 2009 | 5ª       | Valentina Vezzali   | Fiorettista              | 7º posto                                                                  |         |
| 2010 | 6ª       | Cecilia Capriotti   | Showgirl                 | 7º posto                                                                  |         |
| 2011 | 7ª       | Barbara Capponi     | Giornalista              | 7º posto                                                                  |         |
| 2012 | 8ª       | Claudia Andreatti   | Showgirl                 | 11º posto                                                                 |         |
| 2013 | 9ª       | Anna Oxa            | Cantante                 | Ritirati                                                                  |         |
| 2014 | 10ª      | Dayane Mello        | Modella, personaggio TV  | 6º posto                                                                  | [ P 1 ] |
| 2016 | 11ª      | Margareth Madè      | Attrice                  | 9º posto                                                                  | [ P 2 ] |
| 2017 | 12ª      | Martina Stella      | Attrice                  | 3º posto                                                                  |         |
| 2018 | 13ª      | Eleonora Giorgi     | Attrice                  | 11º posto                                                                 |         |
| 2019 | 14ª      | Marzia Roncacci     | Giornalista              | 10º posto                                                                 | [ P 2 ] |
| 2021 | 16ª      | Sabrina Salerno     | Cantante                 | 3º posto                                                                  |         |
| 2022 | 17ª      | Iva Zanicchi        | Cantante, personaggio TV | 4º posto                                                                  |         |
| 2023 | 18ª      | Simona Ventura      | Conduttrice TV           | 2º posto                                                                  |         |
| 2024 | 19ª      | Federica Pellegrini | Nuotatrice               | Ritirato per infortunio nella semifinale, sostituito da Pasquale La Rocca |         |

## Filmografia

### Attore

#### Cinema
- Ballando il silenzio, regia di Salvatore Arimatea (2015)

#### Televisione
- Il ritmo della vita, regia di Rossella Izzo – film TV (Canale 5, 2010)
- Un caso di coscienza – serie TV, episodio 5x03 (Rai 1, 2013)

## Opere
- Samuel Peron, Racconti senza tempo, Editrice Veneta, 2014, ISBN 9788884496713.